# Myrhorod
Myrhorod (in ucraino Миргород?) è una città ucraina (37 886 abitanti) nel distretto di Myrhorod nell'oblast' di Poltava. Ospita l'amministrazione del distretto di Myrhorod e della comunità territoriale di Myrhorod, una delle comunità territoriali dell'Ucraina.
Fino al 18 luglio 2020 Myrhorod costituiva una città di rilevanza regionale e non apparteneva ad alcun distretto anche se era il centro amministrativo del distretto di Myrhorod. Come parte della riforma amministrativa dell'Ucraina, che ridusse a quattro il numero di distretti dell'oblast' di Poltava, la città fu integrata nel distretto di Myrhorod.
Il nome Myrhorod, storicamente traslitterato anche Mirgorod secondo la pronuncia russa, significa "città della pace".
Nel distretto di Myrhorod, precisamente a Velyki Soročynci, nacque lo scrittore Nikolaj Vasil'evič Gogol', che intitolò proprio Mirgorod la sua seconda raccolta di novelle.